# 羅姆人之旗

羅姆人之旗

羅姆人之旗（羅姆語：O styago le romengo）是羅姆人的國際旗幟。它在1933年的羅馬尼亞羅姆人聯合會上確定，並且在1971年在英國倫敦舉行的第一次"世界羅姆人議會"中得到代表們認可。旗子包含了藍色跟綠色背景，分別代表天堂和土地，中間的紅色脈輪(Chakra)則代表羅姆人的流動遷徙傳統（以及他們沒有忘記祖先來自印度）。
羅姆人之旗被西歐的羅姆人認可，但很多東歐（除俄羅斯及烏克蘭）的羅姆人並不認可。1992年在拉脫維亞首都里加舉行的羅姆人議會，訂定了另一個不同的旗幟：綠色代表森林、藍色代表天空、中間是一個馬頭，代表了這民族的獨立性。

## 外部連結
- Romani flag, Vexillum